# Pedro Pietri
Pedro Pietri (ur. 21 marca 1944 w Ponce, zm. 3 marca 2004) – poeta i dramaturg portorykański.
Osiadł i pracował w Nowym Jorku. W swoich utworach opisywał społeczność nowojorskich Portorykańczyków, których nazwał "Nuyorykanami" (Nuyoricans). Był współzałożycielem Nuyorican Poets Cafe. Najbardziej znanym dziełem Pietriego był poemat Puerto Rican Obituary, poświęcony marzeniom emigrantów i rozczarowaniu związanemu z ich niespełnieniem.
Zmarł na raka, w trakcie lotu do Nowego Jorku z Meksyku, gdzie był poddawany eksperymentalnej kuracji.